# Bernheck
Bernheck ist ein Gemeindeteil des Marktes Plech im Landkreis Bayreuth (Oberfranken, Bayern). Bernheck liegt in der Gemarkung Ottenhof.

## Geografische Lage
Das Kirchdorf befindet sich etwa zwei Kilometer nordnordöstlich von Plech auf der verkarsteten nördlichen Frankenalb, die hier ein etwas unruhiges Höhenprofil hat.

## Geschichte
Der Ort wurde um 1480 als „Bernheck“ erstmals urkundlich erwähnt. Dies ist zugleich das Gründungsdatum des Ortes. Es wurden nach einer vorausgegangenen Rodung 12 Güter planmäßig angelegt. Der Ortsname bedeutet Bärenhecke.
Durch die zu Beginn des 19. Jahrhunderts im Königreich Bayern durchgeführten Verwaltungsreformen wurde der Ort zu einem Bestandteil der Ruralgemeinde Ottenhof. Im Zuge der Gebietsreform in Bayern wurde Bernheck nach Plech eingemeindet,

## Verkehr
Die Kreisstraße BT 28 bindet Bernheck hauptsächlich an das öffentliche Straßennetz an, sie führt etwa einen Kilometer westlich des Ortes vorbei. Die Verbindung dorthin wird durch eine Gemeindestraße hergestellt, ebenso eine weitere zum Gemeindesitz Plech selbst. Eine Zufahrtsmöglichkeit zur Bundesautobahn 9 besteht an der etwa eineinhalb Kilometer westlich gelegenen Anschlussstelle Plech. Im öffentlichen Personennahverkehr fährt der Verkehrsverbund Großraum Nürnberg (VGN) Bernheck tagsüber mit der Regionalbuslinie 386, sowie dem Anruflinientaxi 343 an.

## Baudenkmäler
Im Ortsbereich von Bernheck befinden sich mit einem ehemaligen Forsthaus, der katholischen Filialkirche St. Sebastian und einem Kriegerdenkmal drei Baudenkmäler.